# Темпль (Чернівці)
Темпль — єврейська релігійна споруда, збудована в Чернівцях в останній чверті 19-го ст. і значно пошкоджена у період Другої світової війни

## Історія

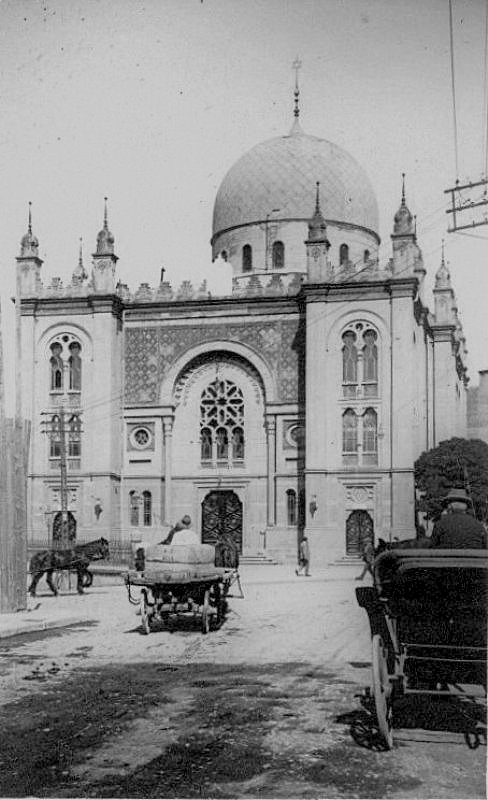
Темпль з боку сучасної вулиці Університетської. Поштівка початку XX ст.

Історія головного молитовного будинку єврейської чернівецької громади почалася в 1860-ті роки. Для побудови споруди було створено «Чернівецьке єврейське товариство Темплю», статут якого схвалила Буковина крайова управа 19 грудня 1872 року. Товариство знаходилося в Чернівцях і складалося з засновників, членів і почесних членів. Шляхом підписки, тобто купівлі місця для моління, засновники і члени товариства після повної сплати визначеної суми здобували право власності на місце і право передавати цю власність у спадщину, дарувати і продавати її. Були встановлені ціни від 200 до 1000 флоринів за місце. Кожне місце для моління включало в себе місце для чоловіка в центральному або бічних нефах і, відповідно, жіноче місце на галереї. Сплачені засновниками товариства внески склали фонд для будівництва і облаштування темплю. До цього додавались і пожертви. До складу дирекції будівництва ввійшли відомі єврейські особи.
Земельну ділянку під забудову в центрі міста подарувала багата землевласниця Амалія Цукер. 8 травня 1873 року відбулося свято закладин наріжного каменя під майбутню споруду. Перший камінь було покладено головним рабином д-р Лазаром Еліасом Ігелем.
План споруди розробив найвідоміший львівський архітектор останньої третини 19-го століття професор архітектури, ректор Львівської політехніки, цісарський радник Юліан Октавіан Захаревич (1837—1898). Архітектор намагався створити таку споруду, яка не була б подібна до християнських святинь і тому вибрав мавританський стиль, який, за його словами, був «виразом почуттів і духу Мойсеєвої релігії».
Будівельними роботами керували чернівецькі архітектори Антон Фіала та Йоганн Грегор, каменярські роботи виконувалися під керівництвом Лауренса Кукурудзи, металеві конструкції виготовили в майстернях ерцгерцога Альбрехта в Устроні в Галичині. Зводили Темпль упродовж 4 років.
Урочисте відкриття і освячення Темплю відбулося 4 вересня 1877 року (28 елула 5637 року). Це свято стало визначною подією не тільки єврейського населення, а й усього міста. У ньому взяло участь найвищі урядовці та представники всіх релігійних громад краю. Свято закінчилось молитвою за крайового президента Буковини Ієроніма барона фон Алезані та співанням народного гімну. Наступного дня відбулося перше богослужіння. Під час святкових днів і дещо пізніше темпль відвідували містяни, і були в захопленні від його краси та величі.
Темпль був збудований в мавританському стилі, мав 4 бокові вежі, які здіймалися у вигляді мінаретів, дах увінчувало покрите міддю шатро. Мармурова пам'ятна дошка у вестибюлі нагадувала про цісаря Франца Йосифа. Темпль мав розкішний вигляд і зсередини. Передня стіна апсиди була виконана синім, червоним і золотим кольорами, а капітелі колон були прикрашені мавританськими арками.

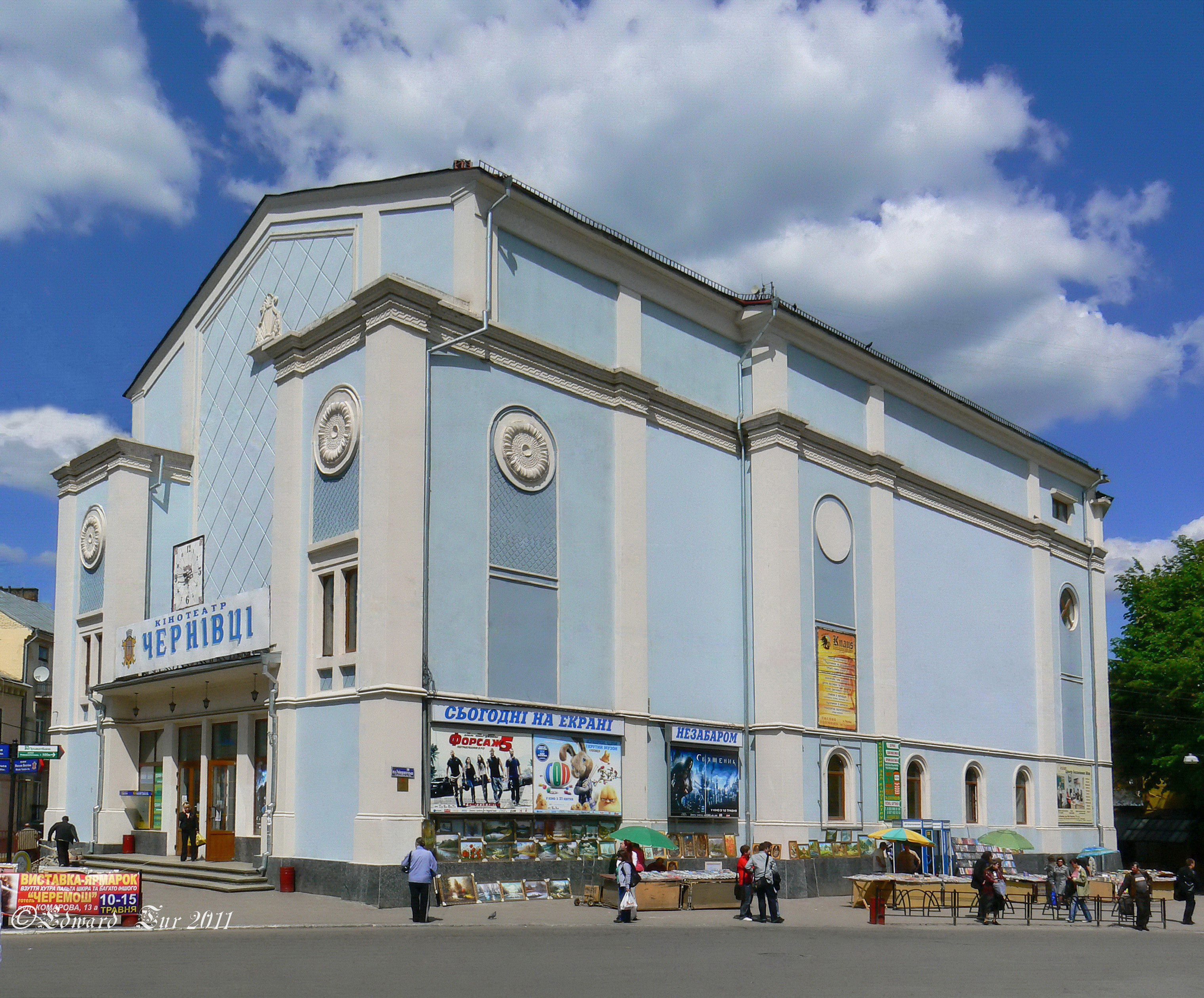
Сучасний вигляд

У 1937 році приміщення Темплю відремонтували.
У роки Другої світової війни Темпль було підпалено, стіни будівлі встояли, проте внутрішнє оздоблення та покрівлю купола було знищено. Відповідальність за це лежить на німецьких та румунських військах, що зайняли місто 5 липня 1941 року.
У 50-х роках залишки синагоги намагалися висадити в повітря. Зовнішні стіни будівлі встояли, проте купол було знесено. До будівлі, відбудованої в уцілілих стінах, додали четвертий поверх і двосхилий дах з фронтоном, і в 1959 році в ньому було відкрито кінотеатр «Жовтень», перейменований в 1992 році в «Чернівці». Сучасна будівля мало схожа на колишню, хоч і зберегла деякі його зовнішні обриси.

## Адреса
58008 Чернівці, вул. Університетська, 10